# Estación de Almaty-1
Almaty-1 (en kazajo: Алматы-1 стансасыen ruso: Алматы 1 Станция) es una estación de ferrocarril ubicada en la ciudad de Almaty, Kazajistán, y es una de las dos estaciones principales de la ciudad. Almaty-1 sirve como punto de partida principal para los pasajeros que viajan tanto dentro de Kazajistán como a nivel internacional. La estación fue construida inicialmente en 1929 y reconstruida entre 1969 y 1975.

## Diseño
El exterior de la estación está decorado con una mezcla de ventanas de vidrio y paneles de aluminio. La planta baja de la estación alberga espacios de oficina, mientras que el segundo y tercer piso tienen instalaciones para relajarse y comer. Las plataformas de pasajeros están ubicadas en los niveles subterráneos de la estación. En la entrada de la estación hay una estatua de Alibi Zhangildinu, un político y líder militar que ayudó a establecer el control soviético en Kazajistán.

## Historia
El primer tren en llegar a Almaty, una locomotora E-1441, llegó el 19 de julio de 1929. Este tren se exhibió permanentemente en la estación de Almaty-2 en 1974. Poco después de la llegada del ferrocarril, se construyó la estación de Almaty-1 para traer trabajadores de alto rango e invitados extranjeros a la república. Después de que se estableció el distrito de Turksib, ayudó a llevar la industria a Almaty y en años posteriores, transformó Krasnogvardeyskiy Prospekt (ahora llamado Suyunbay) en una zona industrial.
El primer tren suburbano, llamado "Gorvetka", compuesto por nueve vagones y un vagón de pasajeros, partió de la estación de Almaty-1 el 25 de enero de 1930, inaugurando la era del transporte público en Almaty. Almaty-1 sirvió como punto de partida tanto para bienes industriales como para trabajadores. Mientras tanto, los trenes interurbanos de pasajeros llegaron a Almaty-1, mientras que los trenes suburbanos continuaron a Almaty-2. A medida que aumentó la producción de bienes industriales en el área también aumentó el número de empleos industriales. Esto a su vez condujo a aumentos significativos en la población de las áreas residenciales cercanas y, en consecuencia, a un aumento de pasajeros en la estación Almaty-1.

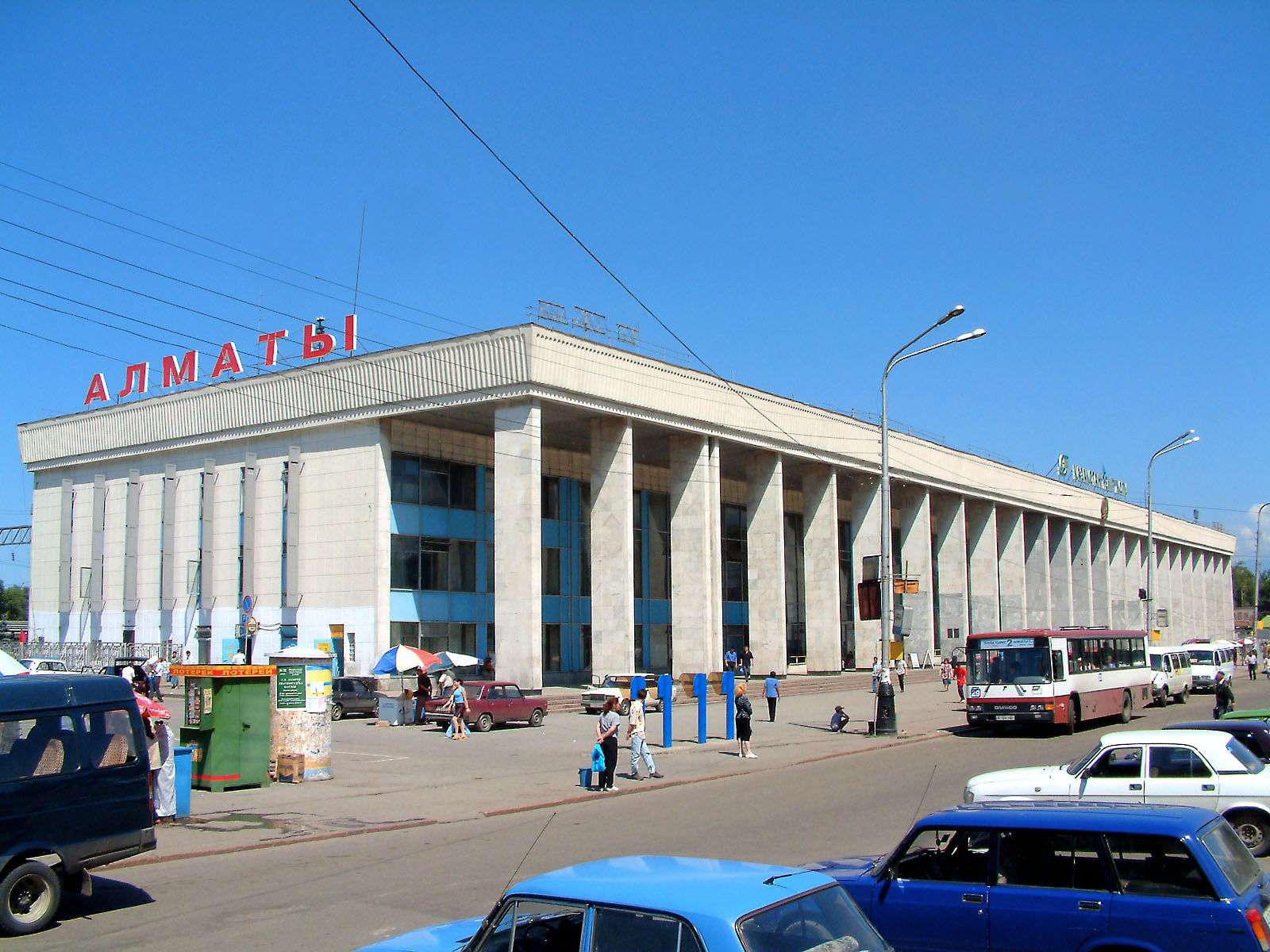
La antigua estación Almaty-1 antes de su remodelación en 2007.

A finales de la década de 1960, la infraestructura ferroviaria alrededor de Almaty-1 no podía manejar el aumento del número de pasajeros y necesitaba mejoras. Sin embargo, la construcción de dicho proyecto se retrasó debido a que las autoridades en ese momento solo podían construir proyectos que costaban un máximo de un millón de rublos. El Secretario de Estado de la RSS de Kazajistán, Dinmujamed Kunáyev, planteó preguntas sobre el proyecto durante una reunión de la comisión de planificación estatal y en reuniones del gobierno central, lo que condujo a una serie de planes en estudio. Se consideró ampliar la estación Almaty-2, ya que Almaty-1 se encontraba en un área sísmicamente activa. Kunayev y otras autoridades estaban en contra de esta idea. Sin embargo, crearía un fuerte centro industrial en el corazón de la ciudad, por lo tanto, requeriría la demolición de un vecindario residencial completo.
Finalmente, los funcionarios de la ciudad de Almaty encontraron un arquitecto que propuso un plan para una nueva estación de Almaty-1 que tomaría en cuenta los problemas sísmicos y aumentaría la fortaleza del edificio. Sin embargo, funcionarios del Comité Estatal de la URSS en Moscú se opusieron a este plan, a quienes les preocupaba el presupuesto de un proyecto tan costoso y el costo de los materiales requeridos. El permiso finalmente se otorgó, con un costo final de dos millones y medio de rublos, y la construcción de la nueva estación comenzó en el otoño de 1969. Cuando se completó la construcción, la estación fue aclamada como una de las instalaciones más modernas de la Unión Soviética y visto como una "puerta ceremonial" a Almaty. El edificio de la terminal se dedicó el 20 de mayo de 1975, cuando Mustafa Kazybekova, en representación de la empresa constructora Kazahtransstroy, entregó una llave simbólica al primer jefe de la nueva estación, Rysty Kasenova.
El edificio fue renovado tres décadas más tarde, con trabajos terminados en 2007. Actualmente, los trenes parten de Almaty-1 en dirección (a través de Almaty-2) a Aktobe, Kostanay, Karaganda, Pavlodar y Novosibirsk.
Durante 2013-2014, la pista No.3 y los cables aéreos se elevaron alrededor de 1 metro, lo que permite el acceso con trenes Talgo y futuros vagones de dos niveles en la pista No.3.